# 王则鸣
王则鸣（1900年11月—1928年4月5日），字艺尧，号会郁，化名王萼，湖南湘乡县大坪里（今属双峰县）人，中国共产党早期人物。

## 生平
1917年春,王則嗚考入长沙湘乡驻省中学，在校期間經由蔡和森介绍，结识了毛泽东、彭璜等人，并投身于学生运动。1920年，他加入中国社会主义青年团，并次年冬天成為中国共产党黨員。1922年初，中国劳动组合书记部湖南分部指派其前往安源煤矿，协助李立三从事工人运动。同年9月爆发安源路矿大罢工后，王則鳴和蒋先云等人前往常宁水口山铅锌矿开展当地的工人运动，當年冬天遭逮捕入狱，后被多方营救脱险。之后王則鳴回到湘乡，任职于县立东皋高等小学当教员，并以此為掩護，发展中共在当地的组织。1924年2月，中共湘区委成立第三特别支部和湘区团委湘乡特别支部，王則嗚担任该组织的党、团的特支书记。同年6月的湘区团组织第二次全省代表大会中，他被选为团区委候补执行委员。入秋后，被中共中央送往莫斯科东方大学学习军事和政治。翌年春归国，以中央特派员身份赴河南，在焦作媒礦開展工人運動，并鼓動了焦作煤矿大罢工。
1926年春，王則鳴回到湖南并於4月在安化主持組建中共安化地方执行委员会。同年10月，王則鳴在中共湖南省第六次代表大会中獲選区执行委员、组织部长等職。他在湖南全省第一次工农代表大会中獲选为省农协委员兼武装部长等職。1927年马日事变前一天，省委几个公开活动的负责人转移隐蔽，王則鳴與林蔚、彭公达等人决定成立秘密临时省委，以作为处理突发事变的核心组织。事变后，他和柳直荀发动湘潭地方农军攻打长沙，結果失利。6月秘密前往武汉，后又被派回湖南参加秋收暴动，8月24日在长沙再次被捕入狱。1928年1月25日，西征军进占长沙并推翻唐生智部，王則鳴趁亂冲监出狱回到湘潭，潜伏养病兼从事地下活动。同年3月20日遭人告密，再次被捕，於4月5日遭到杀害。